# Cantal (ost)
Cantal, även Cantalet för mindre sorter, är en fransk hårdost som görs på mjölk från kor som betat i Cantalbergen. Osten har tillverkats i åtminstone 2 000 år i området. Den görs både av pastöriserad och opastöriserad mjölk. Den vanliga storleken väger 40 kilogram och 36–46 centimeter i diameter och 35–45 centimeter hög. Det görs även en mindre variant som väger ungefär 20 kilogram. En Cantalet väger 10 kilogram.
Osten pressas vid två tillfällen, under den andra gången formas den också. I minst 30 dagar från tillverkningsdagen vänds och skrubbas osten två gånger i veckan. Den är då placerad i en "cave d'affinage", ungefär "mognadsgrotta" ett mörkt, svagt ventilerat och 10°C svalt rum. Det finns tre mognadsstadier: 30 dagar, två till sex månader och mer än sex månader. Ostar lagrade i två till sex månader kallas entre-doux eller doré och ostar lagrade sex månader eller mer kallas vieux, ungefär "gammal". De längre mognadstiderna ger osten en rödaktig skorpa.